# 納羅克
納羅克是東非國家肯雅的城鎮，由裂谷省負責管轄，位於東非大裂谷，海拔高度1,827米，鎮上有巴士站、銀行、學校、醫院和博物館，主要經濟活動是旅遊業和種植小麥，人口24,091。

## 外部連結
- Alain Zecchini, Kenya's battle for biodiversity （页面存档备份，存于）.
- Profile of Narok District.
- PDF August-2006-Narok[永久].
- MSN Map[永久]